# توبرکال تناسلی
توبرکال تناسلی (انگلیسی: Genital tubercle) یا برجستگی تناسلی یک برجستگی بافتی در ابتدای شکل‌گیری آلت تناسلی انسان در دوره جنینی است.